# Saint-Omer-en-Chaussée
Saint-Omer-en-Chaussée település Franciaországban, Oise megyében. Lakosainak száma 1205 fő (2022. január 1.). Saint-Omer-en-Chaussée Achy, Milly-sur-Thérain, La Neuville-sur-Oudeuil, Oudeuil és Villers-sur-Bonnières községekkel határos.

## Népesség
A település népessége az elmúlt években az alábbi módon változott:
| Lakosok száma | 1294 | 1269 | 1279 | 1249 | 1240 | 1243 | 1245 | 1244 | 1205 |
|               | 2013 | 2015 | 2016 | 2017 | 2018 | 2019 | 2020 | 2021 | 2022 |